# Подмонхоциці
Подмонхоциці (пол. Podmąchocice) — село в Польщі, у гміні Ґурно Келецького повіту Свентокшиського воєводства.
Населення — 183 особи (2011).
У 1975-1998 роках село належало до Келецького воєводства.

## Демографія
Демографічна структура на день 31 березня 2011 року:
|          | Загалом | Допрацездатний вік | Працездатний вік | Постпрацездатний вік |
| -------- | ------- | ------------------ | ---------------- | -------------------- |
| Чоловіки | 91      | 22                 | 62               | 7                    |
| Жінки    | 92      | 22                 | 51               | 19                   |
| Разом    | 183     | 44                 | 113              | 26                   |